# ريحان شهر
ريحان شهر (بالفارسية: ریحان‌شهر) هي مدينة تقع في إيران في البلدة المركزية. يقدر عدد سكانها بـ 4,360 نسمة .